# Coconut Islet
Coconut Islet (auch: Ile Michel, Coconut Island) ist eine Insel der Republik der Seychellen im Atoll Aldabra. Sie liegt zusammen mit anderen Riffinseln im Innern der Lagune, nördlich von Grand Terre.

## Geographie

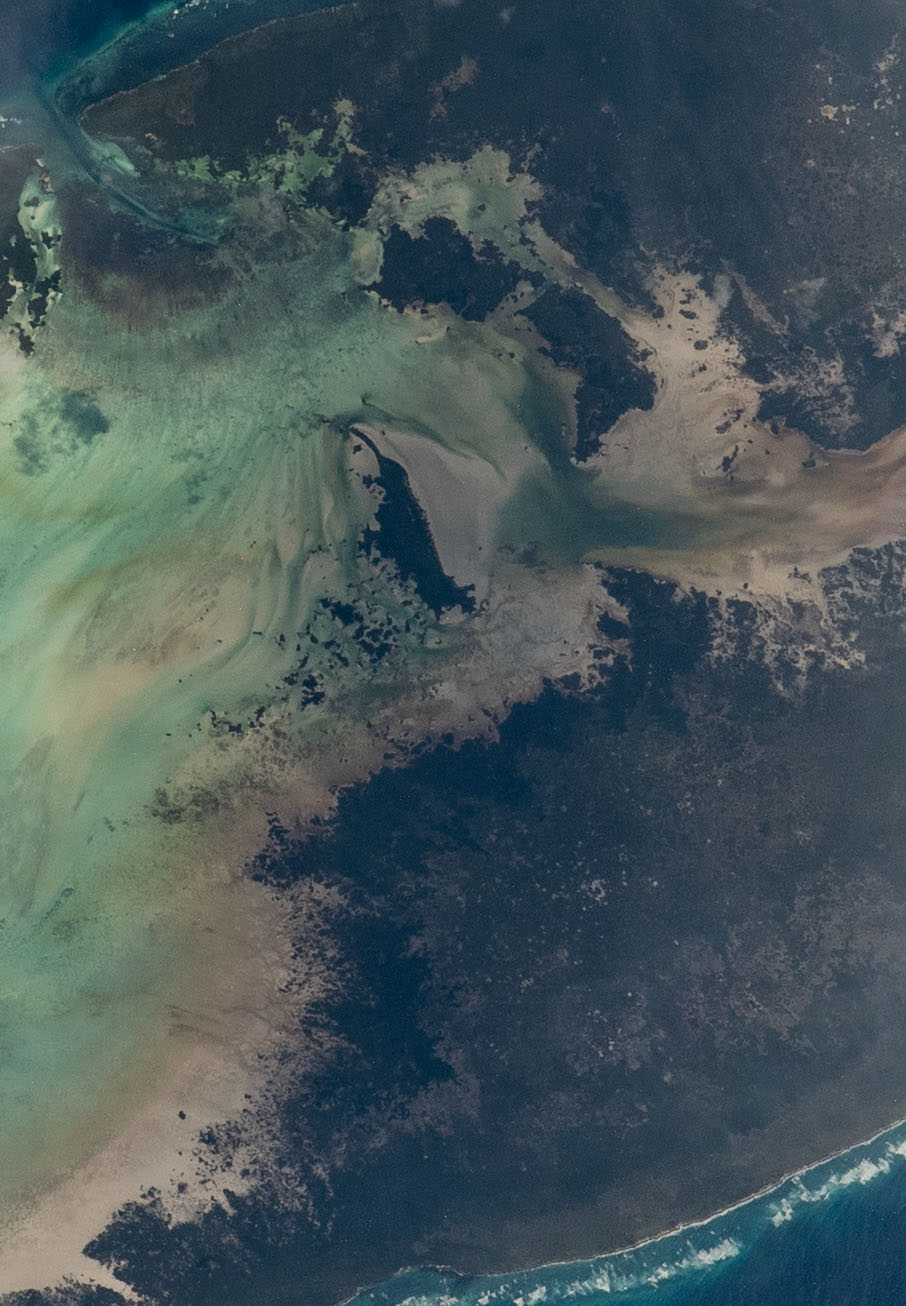
Lagune von Aldabra mit Coconut Islet

Die Insel liegt im Südosten der Lagune gegenüber dem East Channel. Die Takamaka Passage trennt die Insel von der südlich gelegenen Hauptinsel. Die Insel bildet eine Zugangsbarriere vor dem Mangroven-Irrgarten im Osten des Atolls.